# 譚國僑
譚國僑，MH，JP（1957年9月13日—），香港政治人物，在香港出生長大，祖籍廣東省開平市；前深水埗區議會南山、大坑東及大坑西選區議員。
截至在2021年7月8日辭任議員一席，譚國僑自1985年起在九屆深水埗區議會選舉中獲勝，曾任職區議員逾30年，曾是深水埗區議會中最資深的議員。此外，譚國僑曾任香港民主民生協進會（民協）副主席、深水埗區議會主席及副主席。

## 簡歷
譚國僑早年居住在九龍大坑東徙置區14座對面的石屋（梅慈巷五號），曾就讀大坑東宣道小學（二至六年級），是該校1970年第5屆畢業生。譚國僑之後升讀喇沙書院，並於1978年畢業。其後，譚國僑於香港浸會學院取得社會工作文憑後，於1980年代初以社工身份為基層社區服務。當時，香港發生多宗爭取基層權益的社區運動，如油麻地避風塘艇戶爭取上岸事件及政府加強對公眾集會的限制，令譚氏感到社會的不公義。
1983年，譚國僑協助馮檢基當選市政局議員，並在此時意識到可善用議員的身份，去逼使政府重視和回應市民的需要。於是譚氏於在1985年參與當時的深水埗區議會選舉，在白田邨及毗鄰的臨屋區中，以年青社工的形象當選，翌年成為民協創黨會員。此後，譚氏在1988年、1991年的區議會選舉中都在白田邨勝出。1994年，他轉到鄰近的澤安選區參選，上任後處理該屋邨的交通問題，並成功在1999年的選舉連任。
1995年，譚氏接替馮檢基，在深水埗東選區參選市政局選舉獲勝，當時因沒有競爭對手而自動當選，至2000年因政府廢除市政局而結束五年的市議員任期。在1994年至2007年間，由於民主派在深水埗區議會中佔過半數，故譚氏在他們的支持下，在1997年就任深水埗區議會主席一職。同年，他放下社工職務，以全職議員身份服務社區。至2008年，因民主派只有半數議席及有民主派議員棄權，譚國僑在主席選舉中落選，但最終抽籤勝出副主席一職。
2003年，譚國僑轉往石硤尾選區參選，已改名為龍坪的澤安選區則由民協新人吳美參選，延續民協區內的服務，最後兩人成功當選。2005年，譚國僑代表泛民主派參與選舉委員會區議會界別的補選，然而落敗。同年，譚國僑獲邀加入由行政長官曾蔭權帶領的策略發展委員會轄下的管治及政治發展委員會，主要為探討香港未來的長遠發展路向，當中包括普選路線圖及時間表等問題。2007年，石硤尾選區與南昌東選區合併為石硤尾及南昌東選區，譚氏在該區競逐連任獲勝。
2011年，譚國僑由於服務南山邨四十多年、於當區連任達二十多年的同黨區議員王桂雲退休，故轉到南山、大坑東及大坑西選區參選，原選區由秦寶山接棒。轉戰後，他被韋海英以百多票擊敗，結束了譚氏連續七屆當選區議員的紀錄，同時亦令其無法連任區議會副主席一職。在翌年的立法會選舉中，譚國僑因馮檢基轉到區議會（第二）功能界別參選，他接替馮氏在九龍西選區代表民協參選，結果獲三萬票，以四千票之差未能獲得最後一席落敗。2015年，譚國僑再度於南山、大坑東及大坑西參選，成功擊敗韋海英重返區議會。2016年1月，他以一票之差敗予張永森，未能當選區議會主席。
在2016年立法會選舉中，譚氏再度出戰九龍西選區，但當時民協名單的民調低迷，更有可能出現亡黨危機。最終，民協名單僅獲一萬五千票落敗，得票比上屆少近半。2019年區議會選舉，譚國僑成功在南山、大坑東及大坑西選區連任。

## 社會服務

### 公職
- 文康市政上訴委員會委員（2009年－2011年）
- 投訴警方獨立監察委員會（警監會）觀察員（2003年－2012年）
- 中央政策組策略發展委員會小組委員（2005年－2007年）
- 香港電台顧問團成員

### 榮譽
- 2001年獲得榮譽勳章（Medal of Honour，MH）
- 2005年獲得太平紳士（Justice of the Peace，JP）

## 外部連結
- 譚國僑的Facebook專頁

| 市政局                        | 市政局                                                               | 市政局                 |
| ----------------------------- | -------------------------------------------------------------------- | ---------------------- |
| 前任： 馮檢基                 | 市政局議員 深水埗東選區 1995年4月1日－1999年12月31日                 | 市政局解散             |
| 香港區議會                    |                                                                      |                        |
| 前任： 黃仲棋                 | 深水埗區議會主席 1997年7月1日－2007年12月31日                        | 繼任： 陳東            |
| 前任： 韋海英                 | 深水埗區議會議員 南山、大坑東及大坑西選區 2016年1月1日－2021年7月7日 | 繼任： 懸空            |
| 新頭銜 新增選區               | 深水埗區議會議員 石硤尾及南昌東選區 2008年1月1日－2011年12月31日     | 繼任： 秦寶山          |
| 前任： 馮檢基                 | 深水埗區議會議員 石硤尾選區 2004年1月1日－2007年12月31日             | 選區改為石硤尾及南昌東 |
| 新頭銜 新增選區               | 深水埗區議會議員 澤安選區 1994年10月1日－2007年12月31日              | 選區改為龍坪           |
| 新頭銜 改為雙議席選區         | 深水埗區議會議員 白田選區 1985年4月1日－1994年9月30日                | 改為單議席選區         |
| 政党职务                      |                                                                      |                        |
| 前任： 陳偉業、羅祥國、廖成利 | 香港民主民生協進會副主席 與任國棟、施德來同時在任 2007年－2016年     | 繼任： 何啟明、楊彧    |